# Панасюк, Александр Львович
Александр Львович Панасюк (род. 19 февраля 1948 года) — советский и российский учёный, специалист в области технологии продуктов брожения, алкогольных и безалкогольных напитков, член-корреспондент РАН (2022).

## Биография
Родился 19 февраля 1948 года в Москве.
В 1971 году — с отличием окончил Московский технологический институт пищевой промышленности, специальность «инженер-технолог виноделия».
После окончания ВУЗа и до настоящего времени работает в Московском филиале ВНИИ виноградарства и виноделия «Магарач», сейчас ВНИИ пивоваренной, безалкогольный и винодельческой промышленности РАН, с 2005 года — заместитель директора по научной работе, одновременно по совместительству работал на кафедре виноделия Московского государственного университета пищевых производств, пройдя путь от ассистента до профессора.
С 1996 года и по настоящее время по совместительству работает заведующим кафедрой «Технология бродильных производств и виноделие» Московского государственного университета технологий и управления имени К. Г. Разумовского (ПКУ).
В 1992 году — защитил докторскую диссертацию, в 1994 году — присвоено учёное звание профессора.
В 2022 году — избран членом-корреспондентом РАН от Отделения сельскохозяйственных наук РАН, секции хранения и переработки сельскохозяйственной продукции.

## Научная деятельность
Специалист в области технологии продуктов брожения, алкогольных и безалкогольных напитков.
Основные направления научной деятельности: технология высококачественных вин, напитков, сидра и других продуктов из виноградного и плодового сырья; разработка методов анализа подлинности винодельческой продукции; создание технических регламентов, стандартов, основных правил производства напитков и вин в рамках совместных работ с Международной организацией винограда и вина и структурами Европейского Союза.
Под его руководством защищены 8 кандидатских диссертаций.

### Научно-организационная деятельность
- ответственный секретарь Национального комитета Российской Федерации в Международной организации винограда и вина (OIV);
- член Экспертного совета при Федеральной службе по контролю за производством и оборотом алкогольной продукции;
- член Экспертного совета ВАК по инженерным агропромышленным специальностям;
- эксперт Российской академии наук.

Автор более 300 научных работ, из них 11 книг, включая учебник с грифом УМО, 49 патентов и авторских свидетельств.

## Награды
- Заслуженный деятель науки Российской Федерации (2007)[1]
- Медаль «В память 850-летия Москвы»
- Почётная грамота Федеральной службы по регулированию алкогольного рынка и Почётная грамота Российской академии наук (2015)
- Почётный профессор Московского государственного университета технологий и управления (2001)